# Julius Caesar Karl Oskar Erdmann von Wartensleben-Carow
Graf Julius Caesar Karl Oskar Erdmann von Wartensleben-Carow (* 17. Juli 1872 in Starnberg; † 3. Februar 1930 in Dresden) war ein deutscher Sportfunktionär.

## Familie
Seine Eltern waren Gustav Wilhelm Friedrich Leopold Bernhard Theodor von Wartensleben (* 29. Januar 1843; † 14. April 1920) und dessen Ehefrau Klara Marie Vallerie von Mannlich-Lehmann (* 11. März 1847; † 27. Mai 1877), Tochter des Stadtgerichtsrats a. D. Julius Carl Lehmann. Am 30. Dezember 1921 heiratete er in München Hanna Schulze (* 24. August 1885 in Riesa).

## Leben
Nach seinem Jurastudium in München und Erlangen promovierte er in Erlangen 1895 über Die  Veräußerung der Hausgüter des Hohen Adels. Er wurde auf Vorschlag von Pierre de Coubertin 1902 in das Internationale Olympische Komitee (IOC) kooptiert, dem er bis 1913 angehörte. Er gehörte dem Vorstand des Deutschen Motoryachtverbandes seit dessen Gründung 1907 bis 1913 an. Nach dem Tod von Asseburgs 1909 übernahm er kurzfristig die Ausrichtung der Versammlungen des Internationalen Olympischen Komitees in Berlin und erreichte hierbei, dass die Olympischen Spiele 1916 nach Berlin vergeben wurden. Nach den Olympischen Spielen 1912 trat er zurück, da er dem vermehrten staatlichen Einfluss auf die Sportförderung kritisch gegenüberstand.